# Apataki
Apataki ist ein Korallenatoll in Französisch-Polynesien. Geographisch gesehen gehört Apataki zu den Palliser-Inseln, die wiederum Teil des Tuamotu-Archipels im Pazifischen Ozean sind. Verwaltungsmäßig bildet Apataki eine der drei Teilgemeinden (Commune associée) der Gemeinde Arutua. Die sehr große Lagune des Atolls kann man durch zwei Passagen erreichen. Auf dem Atoll leben 350 Menschen (Stand Volkszählung 2012). Zur Volkszählung 2007 waren es noch 492. Der größte Ort ist Niutahi auf dem gleichnamigen Motu im Südwesten des Atolls, mit über 90 Prozent der Atollbevölkerung (395 von 430 zur Volkszählung 2002).

## Geschichte
Apataki ist ein vergleichsweise großes Atoll mit einer Lagunenfläche von über 680 km². Die Landfläche der zahlreichen Motus beträgt hingegen insgesamt nur etwa 20 km².
1722 wurde das Atoll durch den Niederländer Jakob Roggeveen entdeckt. James Cook besuchte die Insel im April 1774.
Ende April 1816 durchkreuzte Otto von Kotzebue mit der Rurik die Palliser-Inseln im Nordwesten der Tuamotus und korrigierte dabei Cooks Koordinaten für Takapoto und Apataki, jedoch ohne die Inseln zu betreten.
Ludwig von Hagemeister sichtete Apataki während seiner ersten Weltumseglung mit der Kutuzov, betrat die Insel jedoch nicht. Er hielt sich für den Erstentdecker und taufte sie „Menschikov“, nach dem russischen Adelsgeschlecht der Menschikov, die, ebenso wie Hagemeister, deutsch-baltischer Abstammung waren. Auf einigen älteren Karten ist die Insel auch unter dem Namen „Hagemeister“ zu finden.
Die heutigen Bewohner leben vom Tourismus und Subsistenzwirtschaft. Yams, Taro, Brotfrüchte, Gewürzvanille (auf einigen kleinen Inseln) und Obst werden hauptsächlich für den Eigenbedarf angebaut. Daneben wird Kopra aus getrockneten Kokosnüsse produziert. Die Blätter der hier wachsenden Schraubenbäume dienen zur Fertigung von Dächern, Taschen und Hüten.
Apataki hat ein 1977 fertiggestelltes Flugfeld beim Hauptort Niutahi, das die Grundlage für den wachsenden Tourismus ist. Tauchen und Surfen sind beliebte Aktivitäten für Touristen. Vor allem die artenreiche Unterwasserwelt ist bemerkenswert. Das Atoll selbst weist aufgrund der geringen Landmasse nur eine spärliche Vegetation auf, die Heimat für Insekten, Eidechsen und Seevögel bietet.

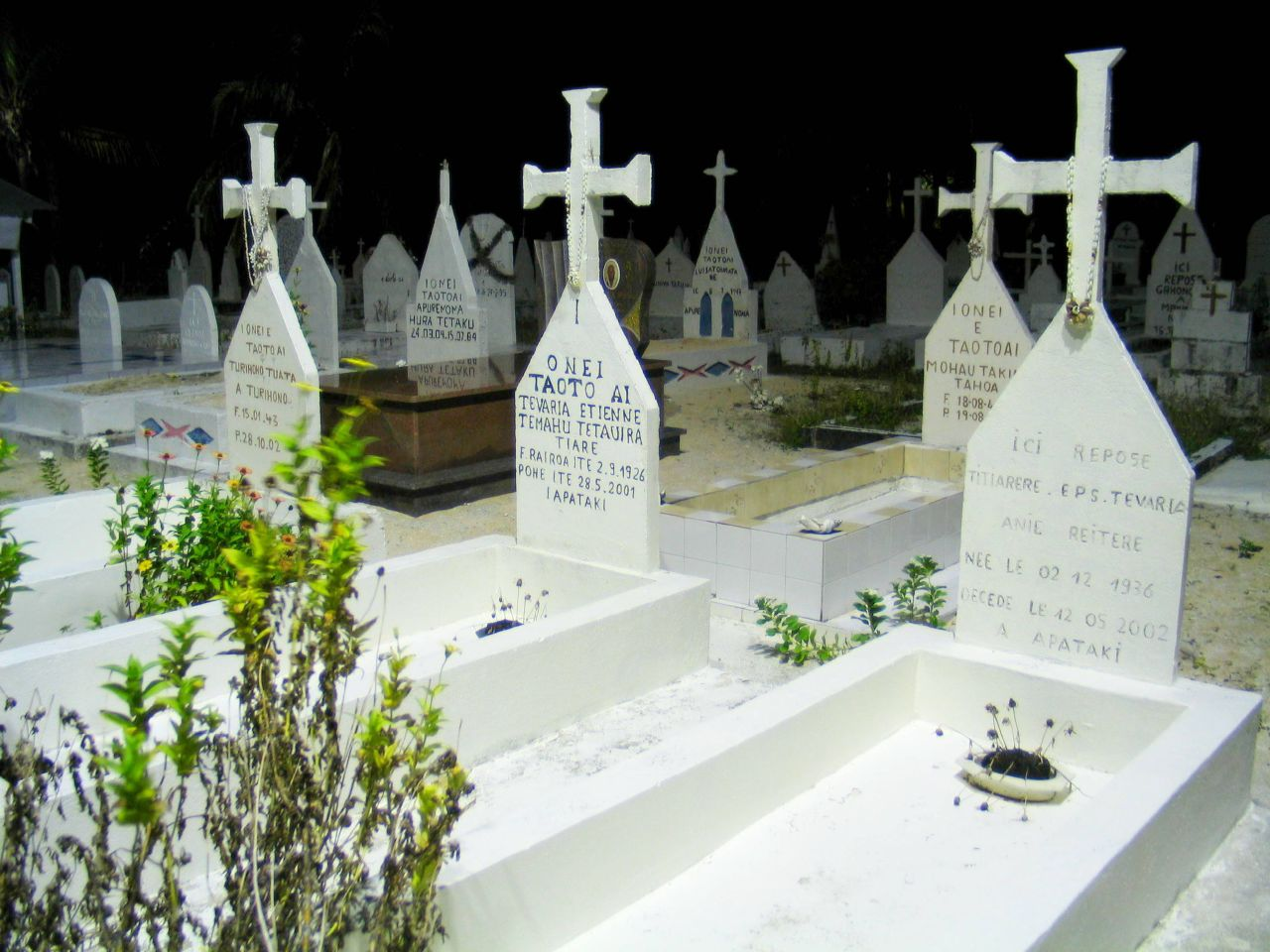
Friedhof auf Apataki
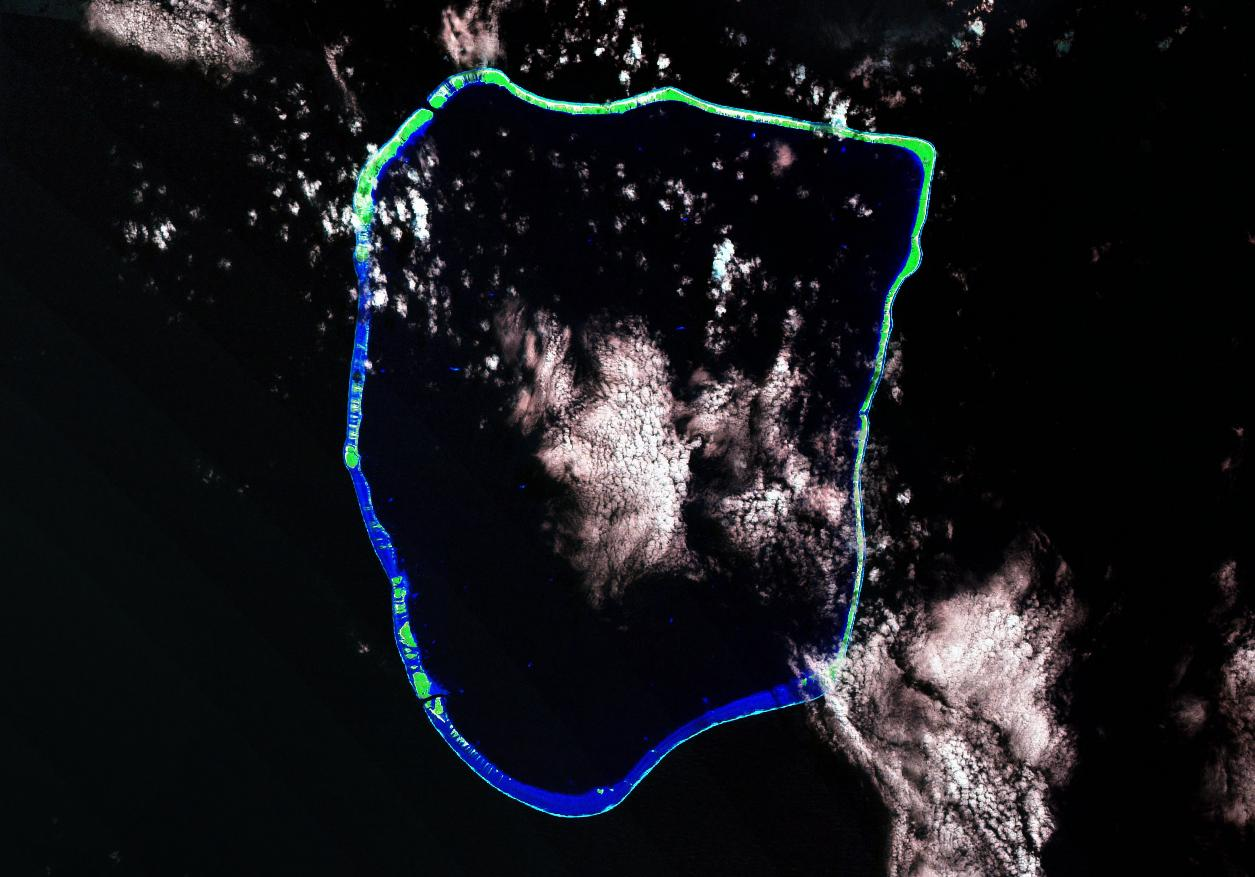
Landsat-Satellitenbild von Apataki